# 阿什海
阿什海达尔汉珲台吉（?—?），蒙古大汗达延汗的孙子，格哷森札札赉尔（喀尔喀部的祖先）的长子。
阿什海分到的鄂托克为兀讷格特、扎赉尔（《大黄史》作乌审、扎赉尔）他与二弟诺颜泰哈坦巴图尔、四弟德勒登昆都伦、七弟鄂特欢诺颜同掌右翼，成为札萨克图汗部的祖先。他有三子巴延达喇（1547年出生）、图们达喇（1550年出生，阿拉坦汗王朝珲台吉政权的创立者硕垒乌巴什的父亲）、乌特黑伊勒都齐（1554年出生）。一说赉瑚尔也是阿什海的儿子。